# Loano
Loano (liguriska: Lêua) är en ort och kommun i provinsen Savona i regionen Ligurien i Italien. Kommunen hade 11 108 invånare (2018).